# Gevrey-Chambertin
Gevrey-Chambertin ist eine französische Gemeinde mit 2983 Einwohnern (Stand 1. Januar 2022) im Département Côte-d’Or in der Region Bourgogne-Franche-Comté. Sie gehört zum Arrondissement Beaune und zum Kanton Longvic. Sie ist bekannt als Weinort und Namensgeber des Weinbaugebietes Gevrey-Chambertin. Die Einwohner werden Gibriacois genannt.

## Geographische Lage

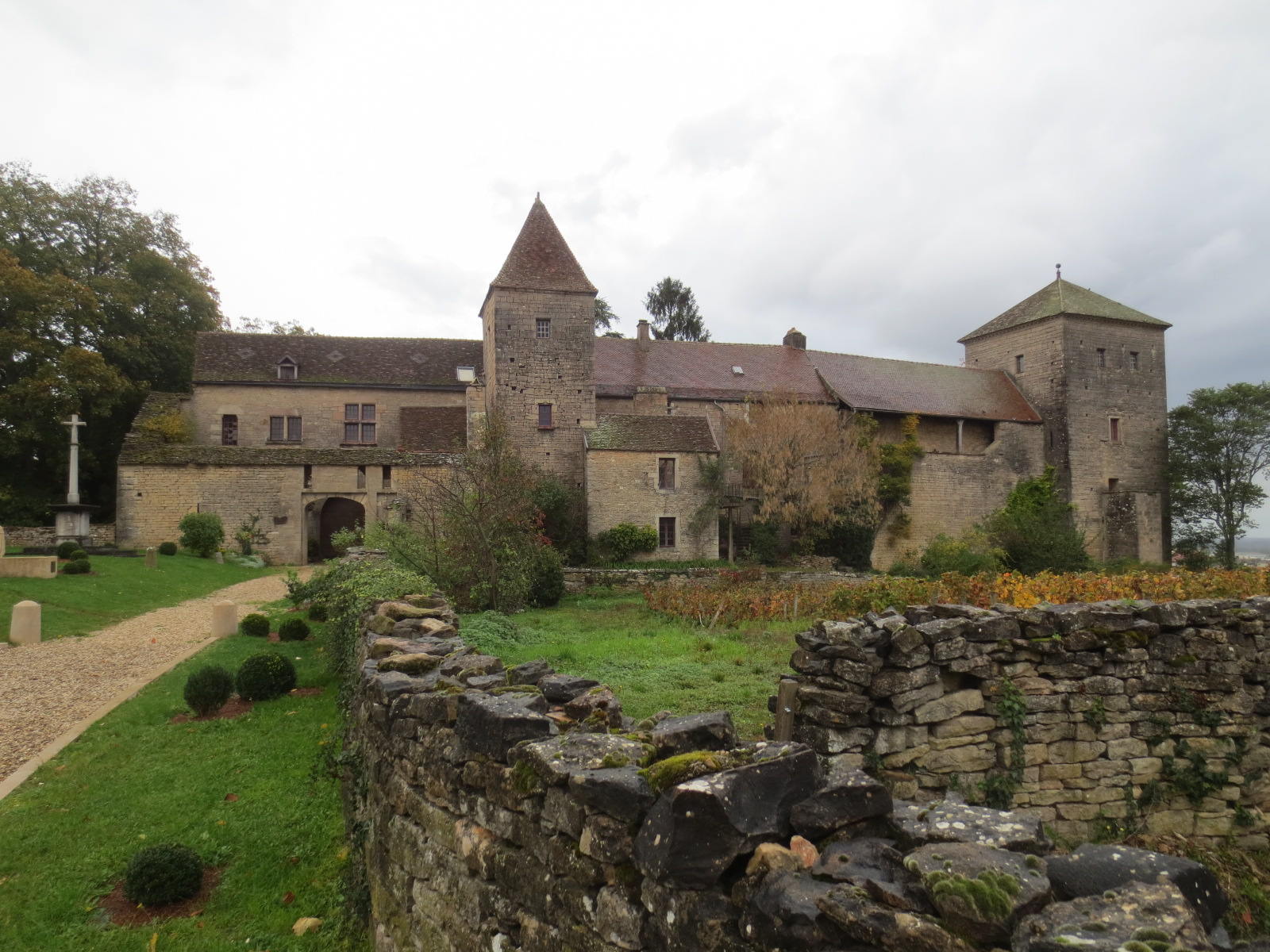
Burg

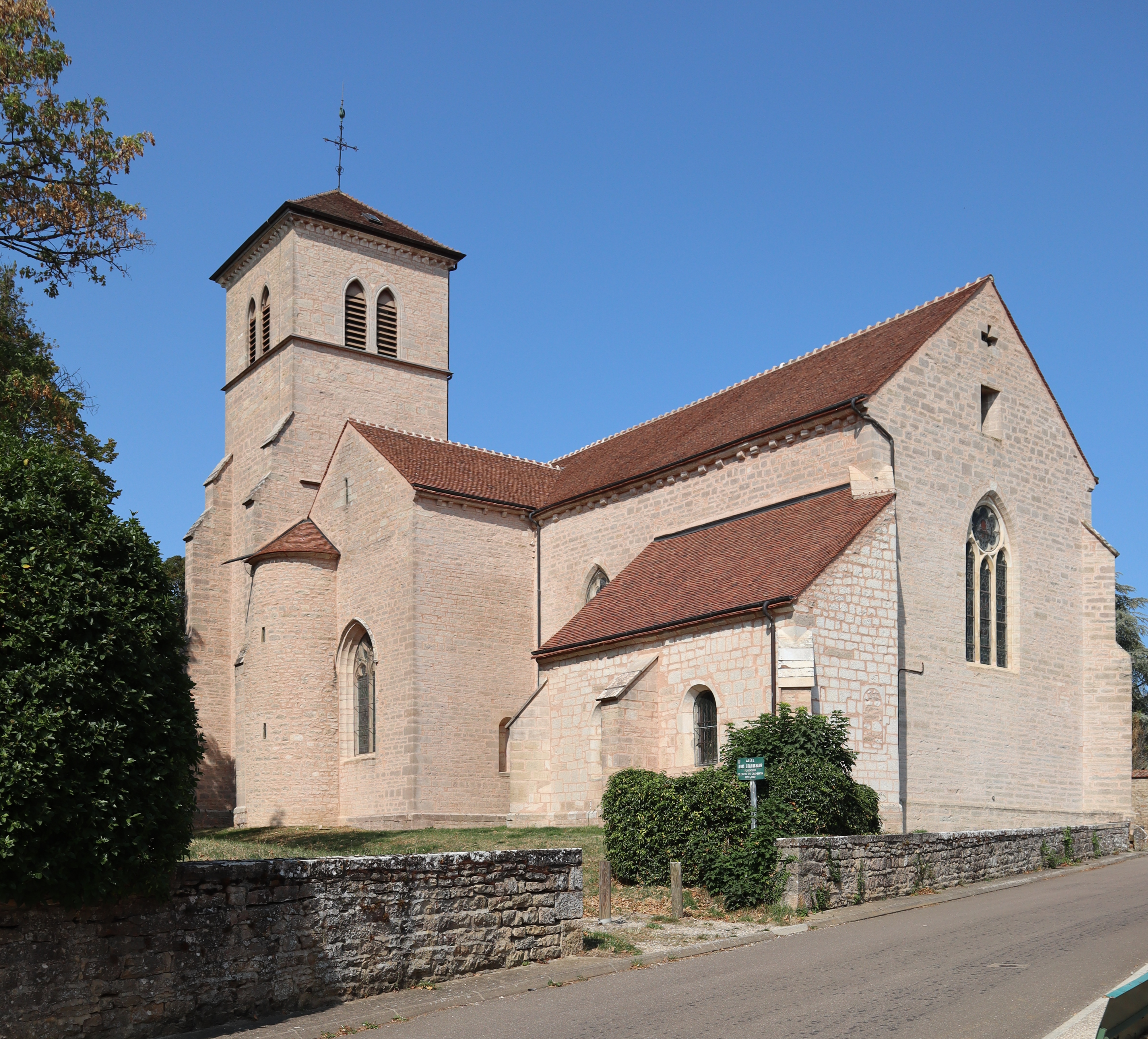
Kirche St. Aignan

Gevrey-Chambertin liegt ca. zwölf Kilometer südlich von Dijon auf einer Höhe von 275 m über dem Meer. Das Gemeindegebiet erstreckt sich über eine Fläche von 2471 Hektar und grenzt im Süden an Morey-Saint-Denis.

## Bevölkerungsentwicklung
| Jahr                       | 1962 | 1968 | 1975 | 1982 | 1990 | 1999 | 2007 | 2016 |
| Einwohner                  | 2517 | 2613 | 3001 | 2582 | 2825 | 589  | 3120 | 3086 |
| Quellen: Cassini und INSEE |      |      |      |      |      |      |      |      |

## Sehenswürdigkeiten
- Burg, erbaut ab Ende des 13. Jahrhunderts (Monument historique)

## Weinbau
Wie viele Gemeinden der Côte de Nuits fügte Gevrey im Jahr 1847 den Namen seiner Top-Weinlage an den Ortsnamen. Der Chambertin, abgeleitet von Champ de Bertin, galt als der Lieblingswein Kaiser Napoléons.
Seit Mai 2012 ist das Schloss und die zugehörigen 2 ha Weinberge im Besitz von Louis Ng Chi Sing, einem Besitzer von Spielsälen auf Macao. Obwohl der Wert des Schlosses aus dem 12. Jahrhundert und der Weinberge insgesamt auf höchstens 3 Millionen Euro geschätzt wurde, hat der neue Erwerber den Erben den Betrag von 8 Millionen Euro bezahlt.

## Verkehr
In Gevrey befindet sich der frühere Rangierbahnhof des Eisenbahnknotens Dijon (Gevrey-Triage), der aber auch nach seiner Stilllegung in dieser Funktion noch ein wichtiger Güterbahnhof ist.

## Gemeindepartnerschaften
- Seit dem 1. September 1963: Nierstein in Rheinhessen, Deutschland